# Игра
Игра́ («игровая деятельность», игровая культура человека как личности и субъекта активности, жизненного пути, празднично-игровая культура общества и др.) — в разной степени осознаваемый человеком как субъектом активности, самодеятельности и творчества (развития в целом) или даже инстинктивный способ получения и развития навыков людьми и животными в момент отсутствия непосредственной угрозы для жизни и развития способностей. Характеризуется тенденцией к повторению, закреплению-совершенствованию и наработке жизненно необходимых рефлексов, форм активности, ведущих за собой развитие актора игровых действий и деятельности (шире — жизнедеятельности), включая как естественные формы игрового поведения, инициативные и самостоятельные проявления игровой активности, так и специально организованные игры в этнопедагогике и психолого-педагогических практиках, военном деле и управлении, психотерапии (игротерапевтические практики, психотехнические игры и др.) и проектировании будущего — субъектно-ориентированные практики развития (как интеграцию развитий разных психоисторических практик) Человека и общества.
Также термин «игра» используют для обозначения предметов (наборов, игрушек как предметов для игр и др.) или программ, предназначенных для подобной деятельности — шире, времяпрепровождения и бытия в пространстве-времени игры или даже мире игры. Психоисторически сложились разные практики описания (игрография), объяснения и выявления закономерностей развития, классификации и типологии игр — игрология, историческая и психологическая антропология (культурология) игры и игровой культуры разных народов, этносов (включая этнопедагогику игры и празднично-игровую культуру — ПИК Детства и т. п. и современные видео- и компьютерные игропрактики социальных коммуникаций и др.). Позднее создание типичных для разных профессий ситуаций и нахождение в них практических решений является стандартным для не только педагогики и организационных практик, но и для теории управления (деловые игры — моделирование производственной ситуации в целях выработки наиболее эффективных решений и профессиональных навыков) и военного дела (военные игры — решение практических задач на местности и по топографическим картам).
Игра может быть и фактически является предметом изучения различных наук, например, биологии, физиологии и т. д. Понятие «игра» включает в себя огромный спектр представлений, и разные авторы по-своему подходят к трактовке этого определения. Но как бы различные авторы ни трактовали термин «игра», она всегда являлась одной из ведущих форм развития психических функций человека и способом реального познания мира.

## Определения

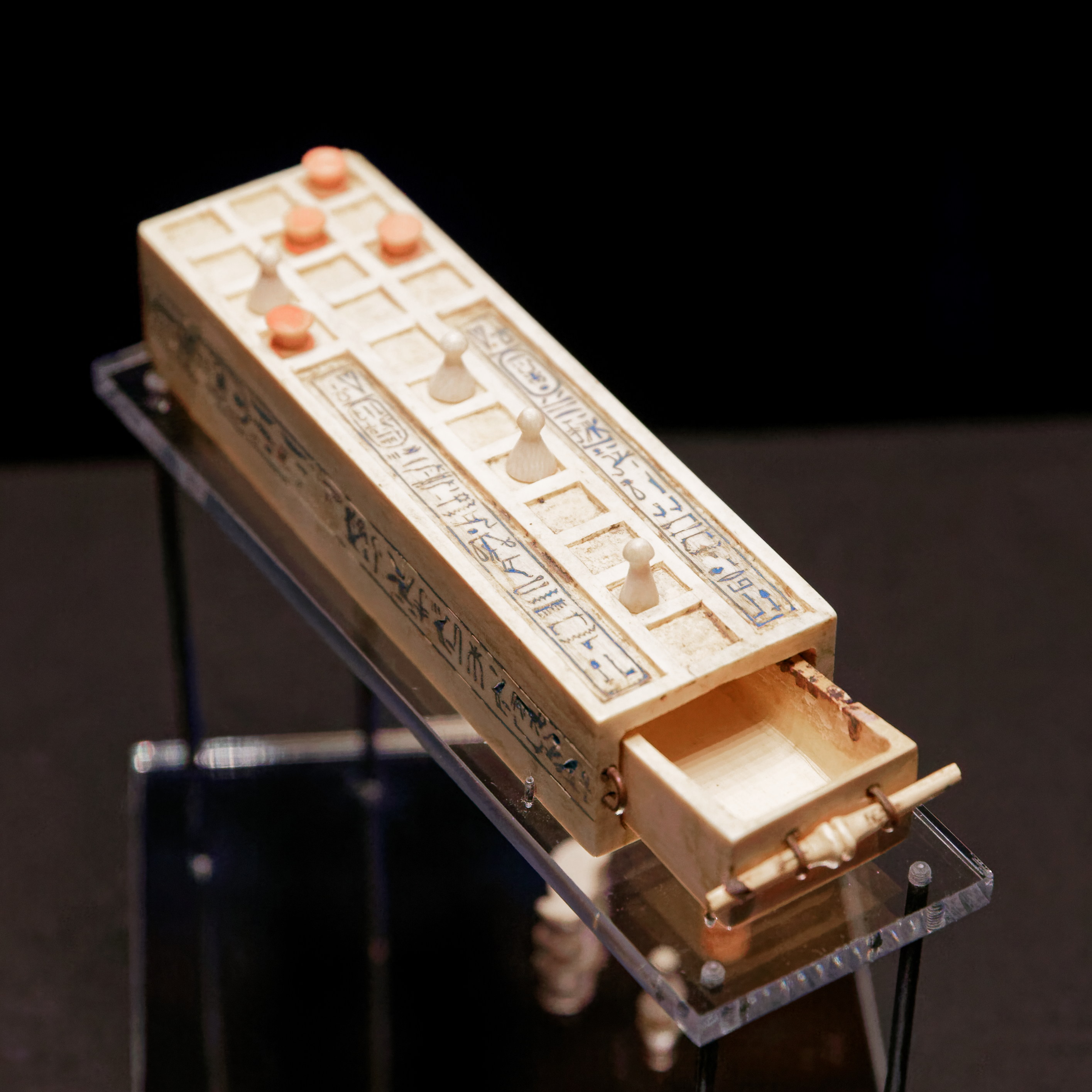
Древняя египетская игровая доска из слоновой кости на выставке сокровищ Тутанхамона в Париже (2019)

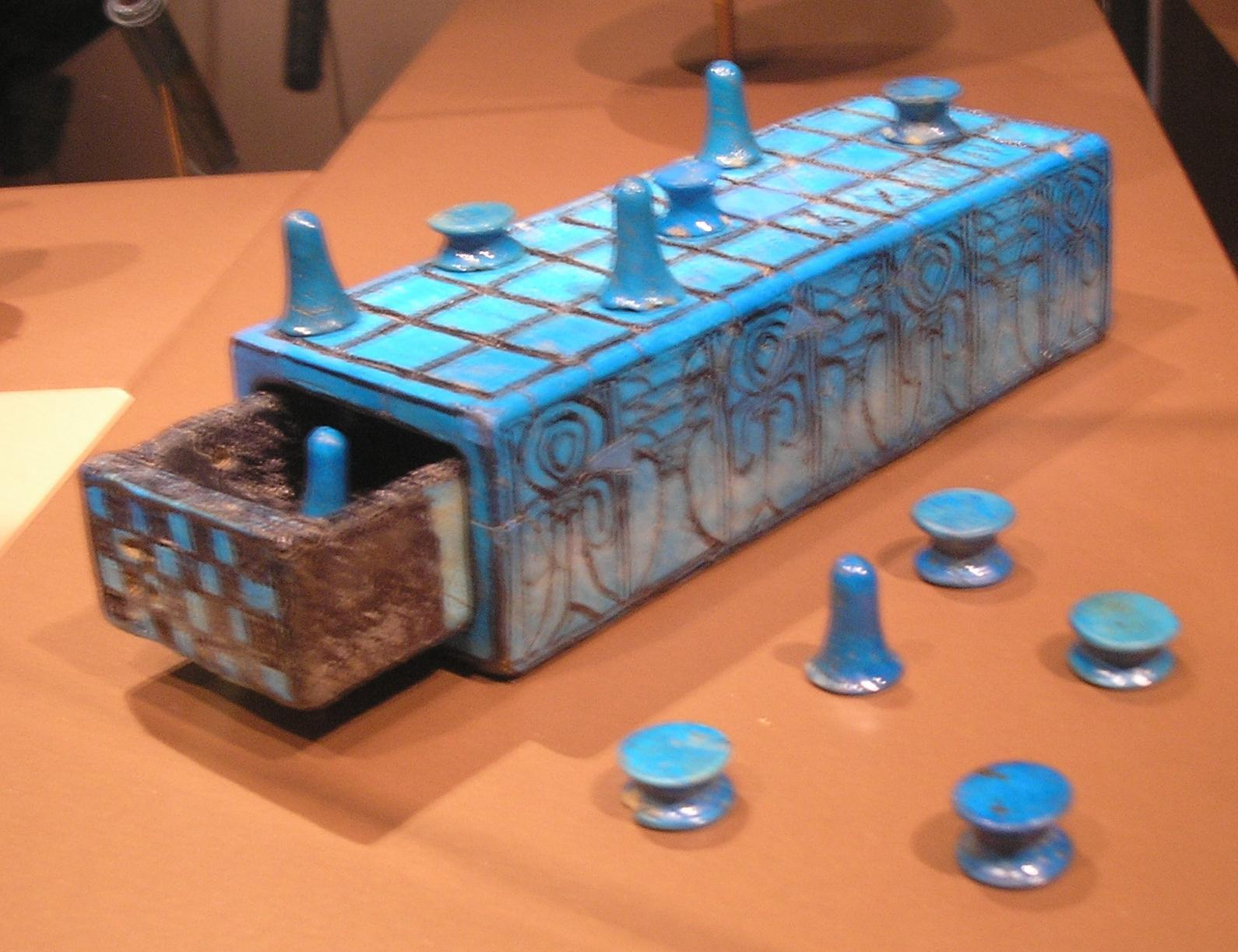
Игра «Сенет» из гробницы Аменхотепа III, Бруклинский музей

Игровой стол, около 1735 года, маркетри из дерева и слоновой кости, в целом: 78,7 х 94 х 54,6 см, в Художественный музей Кливленда (Кливленд, Огайо, США)

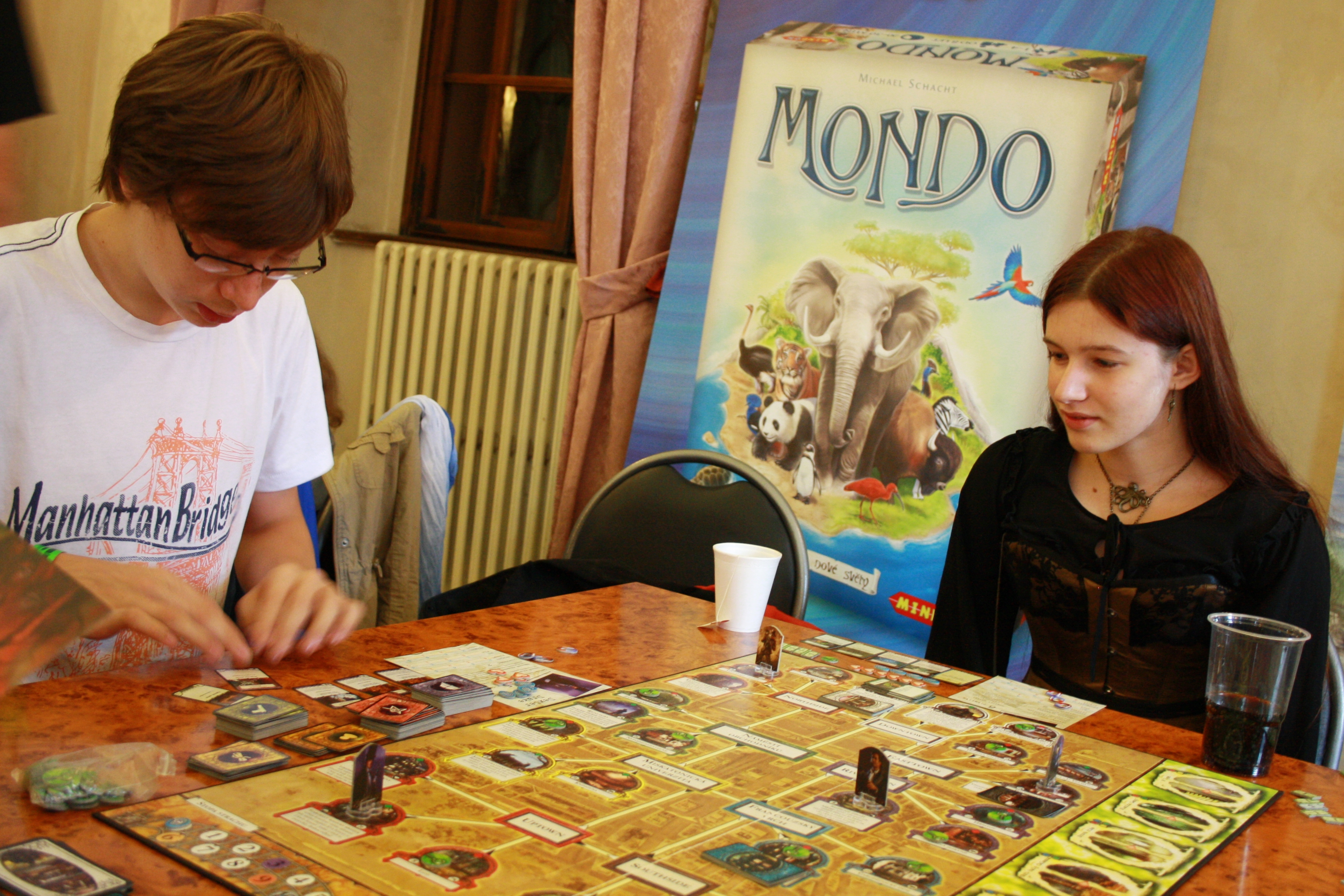
Настольная игра

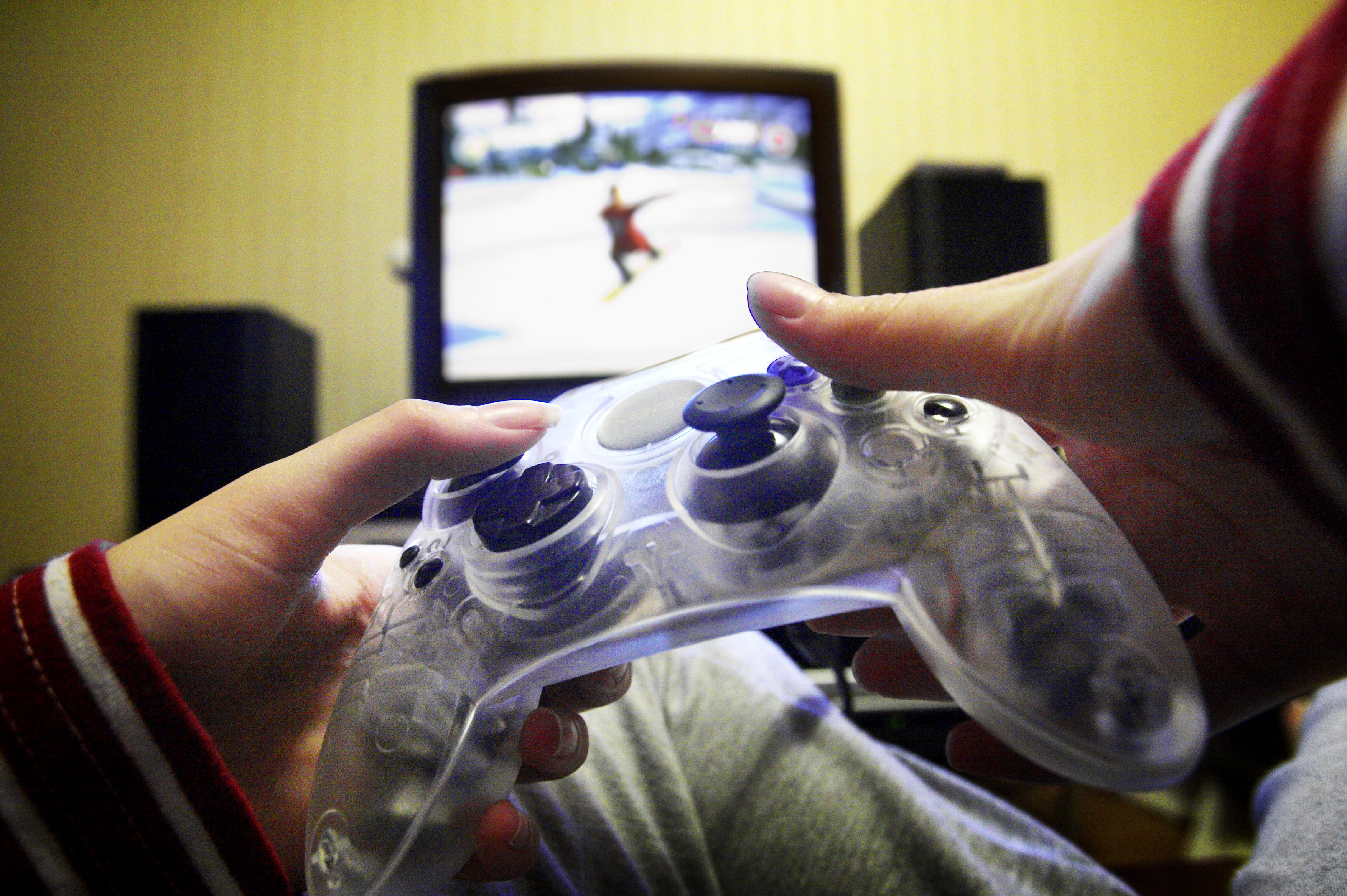
Процесс видеоигры

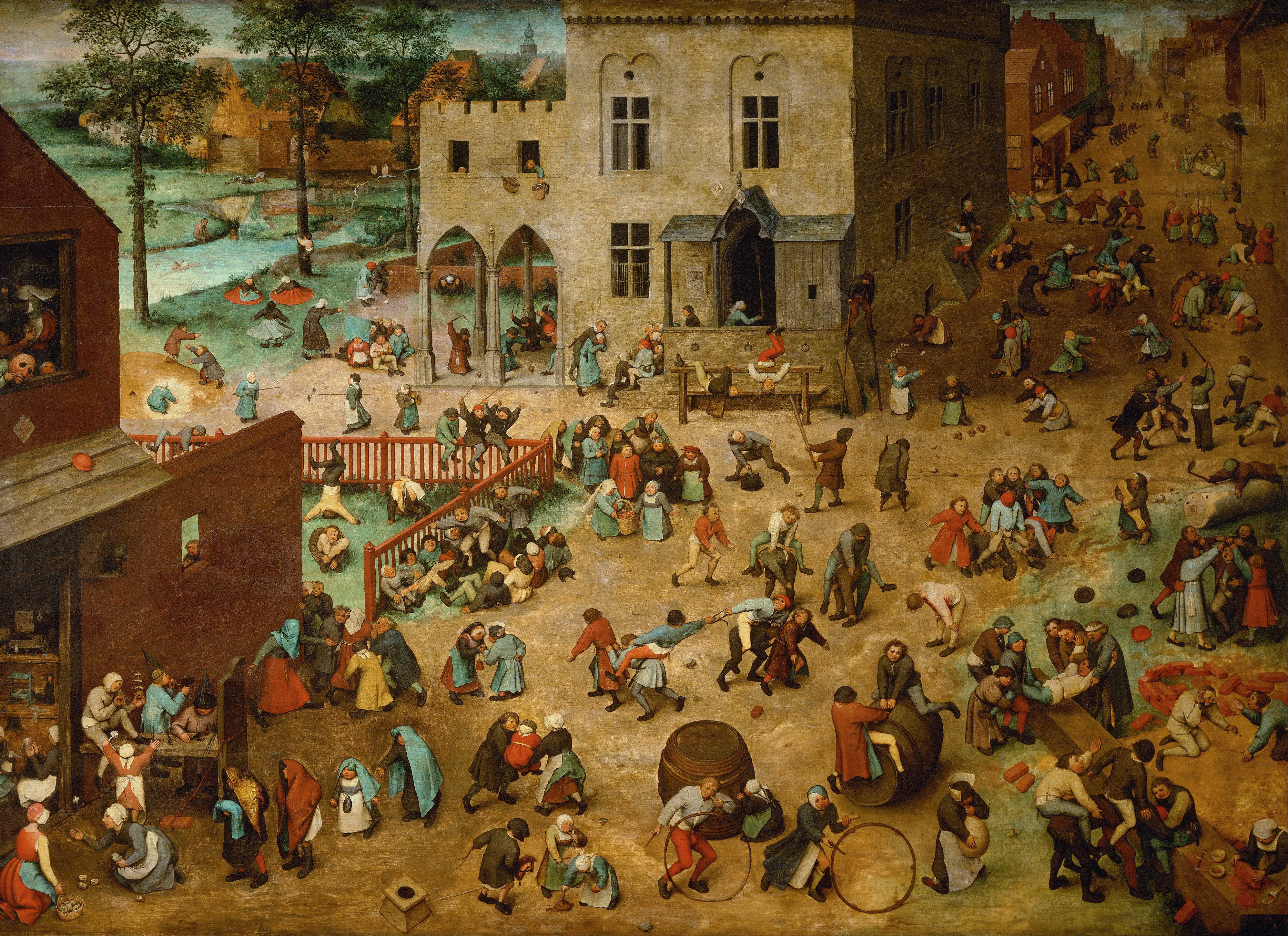
Детские игры, 1560, Питера Брейгеля Старшего, в Музей истории искусств (Вена)

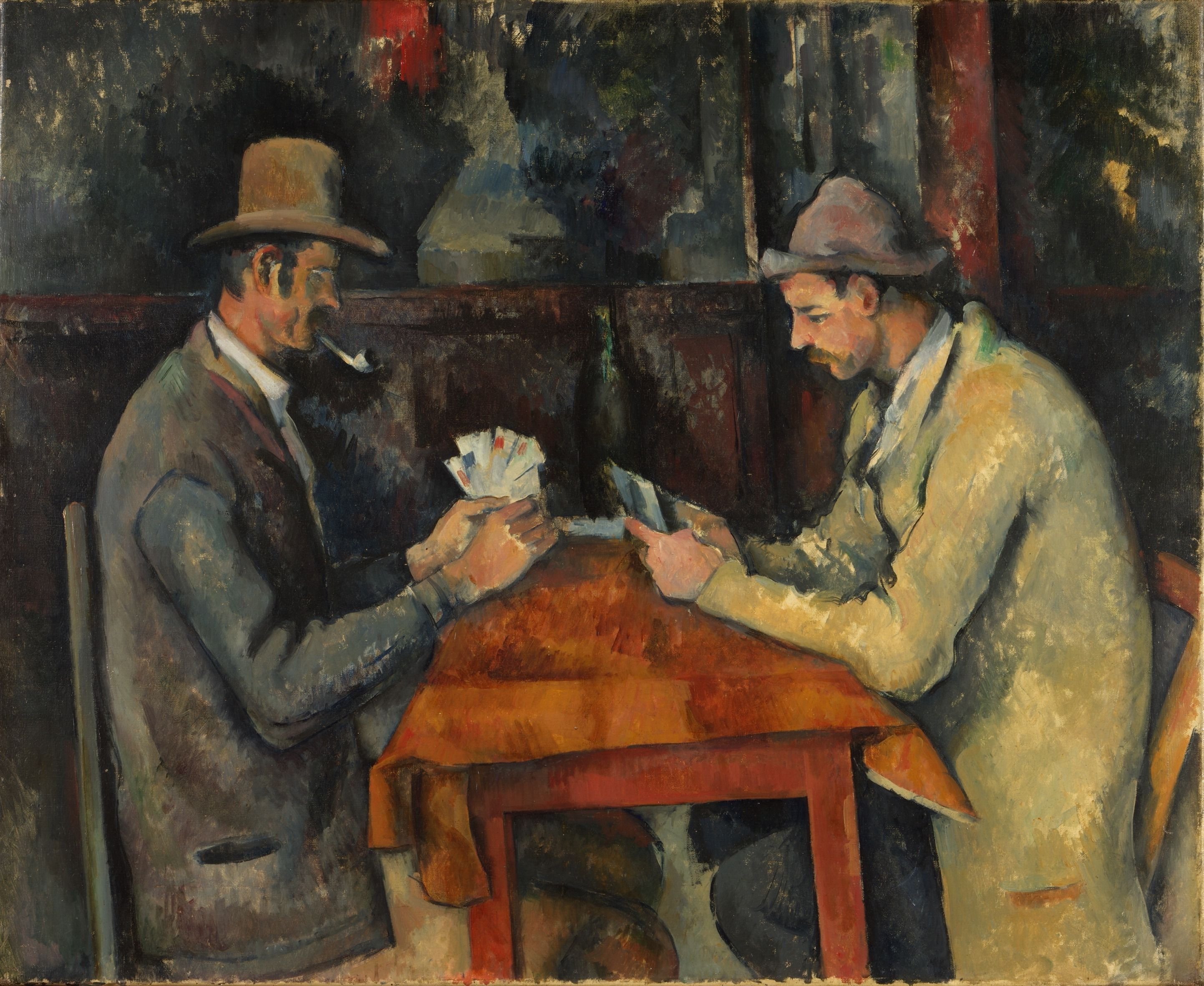
Игроки в карты, картина 1895 года Поля Сезанна, изображающая карточную игру, в Институт искусства Курто (Лондон)

#### Большая советская энциклопедия
Игра́ — тип осмысленной непродуктивной деятельности, где мотив лежит обычно не в её результате, а в самом процессе и развитии качеств и способностей самих играющих. Разные варианты и типология энциклопедических подходов к пониманию феномена игры представлена в «Академии игры» (вып. 2000 года) издаваемого Международным обществом друзей игры.

#### Общая психология
Игра — форма деятельности в условных ситуациях, направленная на воссоздание и усвоение общественного опыта, фиксированного в социально закрепленных способах осуществления предметных действий, в предметах науки и культуры. Игра рассматривается в современной общей психологии (теории и психоистории этой науки) как в ряду понятий и явлений: игра — учение — труд (начиная с С. Л. Рубиншейна и с поправками Б. Г. Ананьева и др.), так и с более широких методологических позиций — игра и культурно-историческое развитие (от Л. С. Выготского и его научной школы); игра и самосознание культуры и психоистория субъекта Развития (Д. Бруннер, С. В. Григорьев и др.); психологии празднично-игровой культуры личности и общества (М. И. Воловикова, В. З. Вульфов и др.) и т. п. Общая психология игры все более активно включает современные игропрактики, заметно влияющие на междисциплинарную теорию и методологию игры и развитие современной игросферы, особенно таких направлений как ИИИ — Игры Искусственного Интеллекта в их психологическом рассмотрении.
В педагогике существует множество определений игр.
1. «Игра… то, чем играют и во что играют: забава, установленная по правилам, и вещи, для этого служащие» (В.Даль «Толковый словарь живого русского языка»).
2. «Игрой мы называем серию следующих друг за другом дополнительных трансакций с четко определенны и предсказуемым исходом… но обладающих скрытой мотивацией; короче говоря, это серия ходов, содержащих ловушку, какой-то подход» (Э.Берн).
3. «Игра — занятие, не имеющее практической цели и служащее для развлечения или забавы, а также применение на практике некоторых искусств» («Большая энциклопедия»).

#### Теория игр
В теории игр под игрой понимается процесс, в котором участвуют две и более сторон, ведущие борьбу за реализацию своих интересов. Каждая из сторон имеет свою цель и использует некоторую стратегию, которая может вести к выигрышу или проигрышу — в зависимости от поведения других игроков.

## История игр
Первые игры появились у животных задолго до возникновения человека. Обезьяны используют не только те игры, что связаны с определёнными ритуалами, например, брачный сезон, но и схожие с аналогичными играми людей. Человечество играет с доисторических времён — начиная с ритуальных игр (например, обряд инициации), с развитием цивилизации игры делались всё сложнее и стали практически любой тематики — война, любовь, фэнтези, история.

## Игра у животных

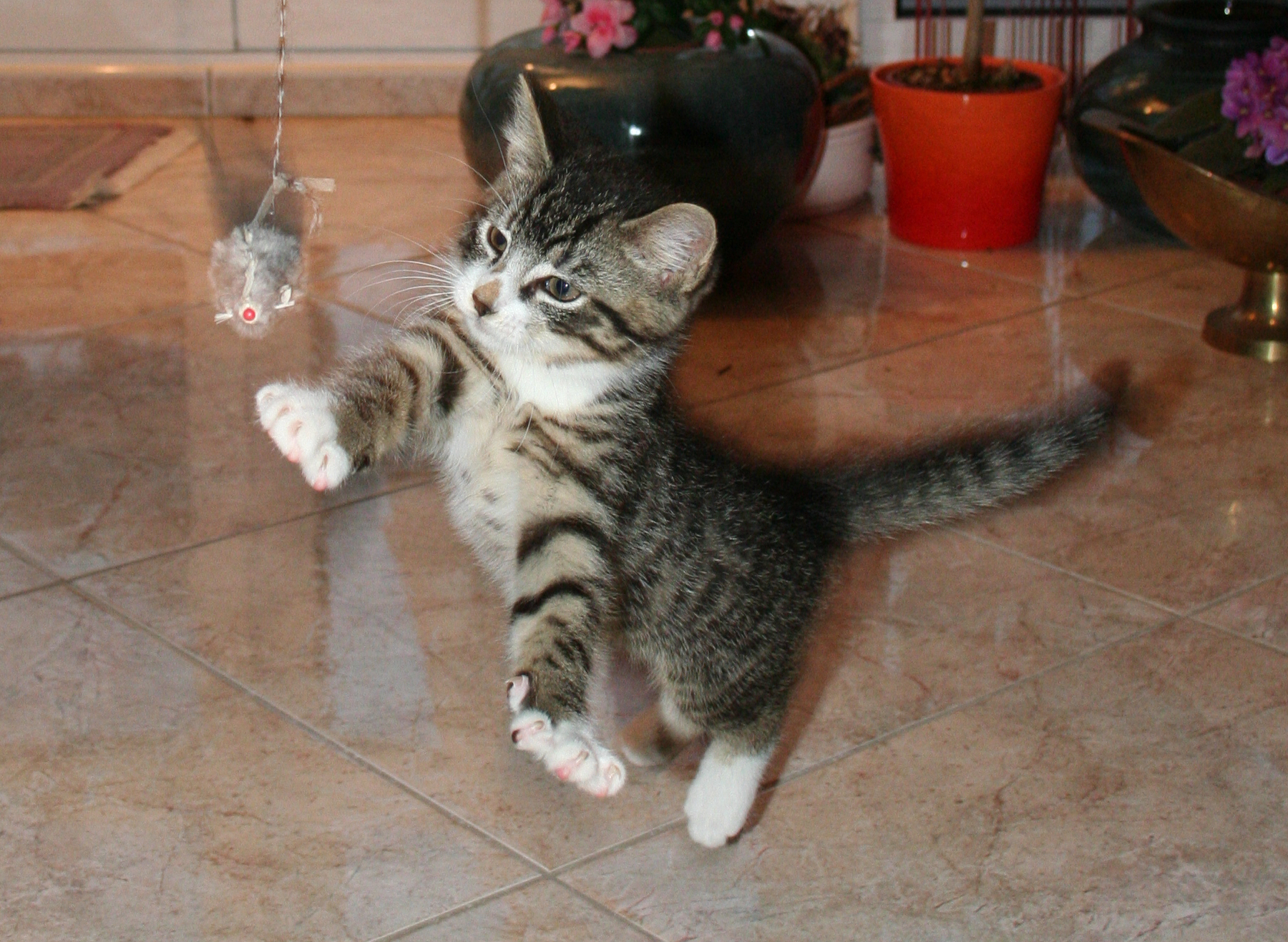
Играющий котёнок

Высшие животные имеют чётко выраженный ювенальный период, в течение которого проявляют игровое поведение. Характер игр у животных определяется видовыми особенностями и в значительной степени зависит от образа жизни, так как в играх проявляются (и совершенствуются) элементы поведенческого репертуара взрослых животных — отдельные формы пищедобывательного, брачного, социального и гнёздо-строительного поведения. К примеру, у лисят игра включает затаивание и прыжки — эти движения используются при охоте на мелких грызунов.
Часто наблюдаются игры с использованием предметов (манипуляционные игры). Такие игры наблюдаются у многих млекопитающих, но особенно развиты и сложны у обезьян. Игры позволяют обезьянам оттачивать тонкие движения под контролем кожной чувствительности и зрения. Порой обезьяны проводят долгое время на одном месте, манипулируя одним предметом, при этом их активность обычно направлена на разрушение самого предмета.
Совместное участие в игре нескольких особей выводит её на качественно новый уровень. Общение животных в процессе совместной игры играет важную роль в формировании группового поведения. Обычно совместные игры включают борьбу и бег наперегонки, но могут включать манипуляции с различными предметами, в том числе борьбу за какой-либо предмет. Например, игры медвежат заключаются в беге наперегонки, затаивании, нападении друг на друга из засады и борьбе.

## Роль игры в жизни человека
Игра представляет неотъемлемую, важнейшую часть жизни человека, которая реализуется как в виде отдельной деятельности, так и в виде составляющих различных сфер жизни: трудовой, учебной, творческой, семейной и т. д. При этом игра — основной вид деятельности, самодеятельности (Рубинштейн и его научная школа), творчества (линия Выготского и его последователей) детей младших возрастов. С. Л. Рубинштейн (1976) отмечал, что игра хранит и развивает детское в детях, что она их школа жизни и практика развития. По мнению Д. Б. Эльконина (1978), «в игре не только развиваются или заново формируются отдельные интеллектуальные операции, но и коренным образом изменяется позиция ребёнка в отношении к окружающему миру и формируется механизм возможной смены позиции и координации своей точки зрения с другими возможными точками зрения». Melvin Konner полагает, что игра «может быть основным средством, которое природа нашла для развития нашего мозга». Важность инициативности в детских и народных играх С. Л. Новоселова выделяла как системообразующий признак игрового поведения и деятельности, многоуровневое развитие и особенно диалектику самовыражения (в общей логике самопроцессов по Н. М. Пейсахову) и развития человека как личности обосновывает С. В. Григорьев как основу философско-психологического осмысления игры и построения наук об играх разных типов, а Е. О. Смирнова и ее ученики последовательно рассматривают формы и этапы развертывания игровой деятельности и роль игрушки в онтогенезе ребенка в логике психолого-педагогических исследований игры.
Воспитание будущего деятеля происходит, прежде всего, в игре.
Игры, в том числе компьютерные, могут служить психодиагностическим инструментом; выводы могут быть сделаны из предпочитаемых игровых ситуаций, отношению к темпу и сложности игры. Само наличие игрушек при общении с ребёнком может способствовать терапевтическому (в том числе диагностическому) процессу через создание подходящей атмосферы.
Томас Шеллинг, лауреат премии по экономике памяти Альфреда Нобеля 2005 г., в работе «Стратегия конфликта» рассматривает различные «стратегии» поведения участников конфликта. Эти стратегии совпадают с тактиками управления конфликтами и принципами анализа конфликтов в конфликтологии (это психологическая дисциплина) и в управлении конфликтами в организации (теория менеджмента). В психологии и других науках используют слово «игра» в других смыслах, нежели в математике. Некоторые психологи и математики скептически относятся к использованию этого термина в других смыслах, сложившихся ранее. Культурологическое понятие игры было дано в работе Йохана Хёйзинги «Homo Ludens» (статьи по истории культуры): автор говорит об использовании игр в правосудии, культуре, этике; о том, что игра старше самого́ человека, так как животные тоже играют. Понятие игры встречается в концепции Эрика Бёрна «Игры, в которые играют люди, — люди, которые играют в игры». Это сугубо психологические игры, основанные на трансакционном анализе. Понятие игры у Й. Хёйзинги отличается от интерпретации игры в теории конфликтов и математической теории игр. Критика теоретической концепции Хёйзинги, отрицавшего значение антропологических и психологических взглядов на игру в пользу культурологии игровых явлений, дана в работе С. А. Воскова, где подчеркивается значение этики игры в контексте понимания игры как «глобальной темы науки» и «космо-планетарной экологии сознания и всеобщего, и индивидуального выживания и развития».
Игры также используются для обучения в бизнес-кейсах, семинарах Г. П. Щедровицкого, основоположника организационно-деятельностного подхода. Во время «перестройки» в СССР Г. П. Щедровицкий провёл множество игр с советскими управленцами. По психологическому накалу ОДИ (организационно-деятельностные игры) были так сильны, что служили мощным катализатором изменений в СССР. Сейчас в России сложилось целое движение ОДИ. Критики отмечают искусственную уникальность ОДИ. Основой ОДИ стал Московский методологический кружок (ММК). В противовес деятельностным подходам к применению игр разных типов, активно развиваются субъектно-ориентированные подходы к игропрактике в прогнозном социальном проектировании развития и психолого-педагогической деятельности центров игры разных типов.
Деловая игра представляет собой форму современного вузовского и поствузовского образования. Существуют инновационные, позиционные игры (А. А. Тюков); организационно-обучающие игры (Неверкович, Сергей Дмитриевич // Большая русская биографическая энциклопедия (электронное издание). — Версия 3.0. — М.: Бизнессофт, ИДДК, 2007.); обучающие игры (B.C.Лазарев В. С. Лазарев на сайте «Национальная энциклопедическая служба»); организационно-мыслительные игры (О. С. Анисимов); организационно-деятельностные игры (Г. П. Щедровицкий) и др.
В рамках теории игр — математической теории, позволяющей моделировать различные ситуации, — игра приравнивается к конфликтной ситуации, в которой минимум два игрока стремятся получить максимальный выигрыш согласно определённым правилам. Методологические стратегии и математические модели игры и игровой деятельности в глобальном аспекте рассматривают А.М. и Д. А. Новиковы в ряде специальных научных исследованиях и публикациях РАО и ИПУ РАН.
Общепедагогический и социокультурный подходы в анализу проблемы «Мир игры на рубеже тысячелетий» выполнен в РАО по специальному гранту РГНФ (грант № 01-06-00181а) с междисциплинарным участием специалистов РАО и РАН и исследователей-практиков из разных регионов и стран. В исследовании сделан фундаментальный вывод: «…Игра стала своего рода „зеркалом“, моделью любых сторон окружающей жизни» (там же С.3).
Возможны задержки развития с пограничными состояниями вплоть до расстройств личности, приводящие к замещению реальной деятельности игрой: у людей может возникать зависимость от азартных или компьютерных игр, что может привести к десоциализации играющего.

## Детские игры
Де́тские и́гры — игры детей, которые требуют использования как чисто спортивных умений и навыков, так и логических, умения думать. Существует мнение[у кого?], что детские игры полезны как для физического, так и умственного развития детей.

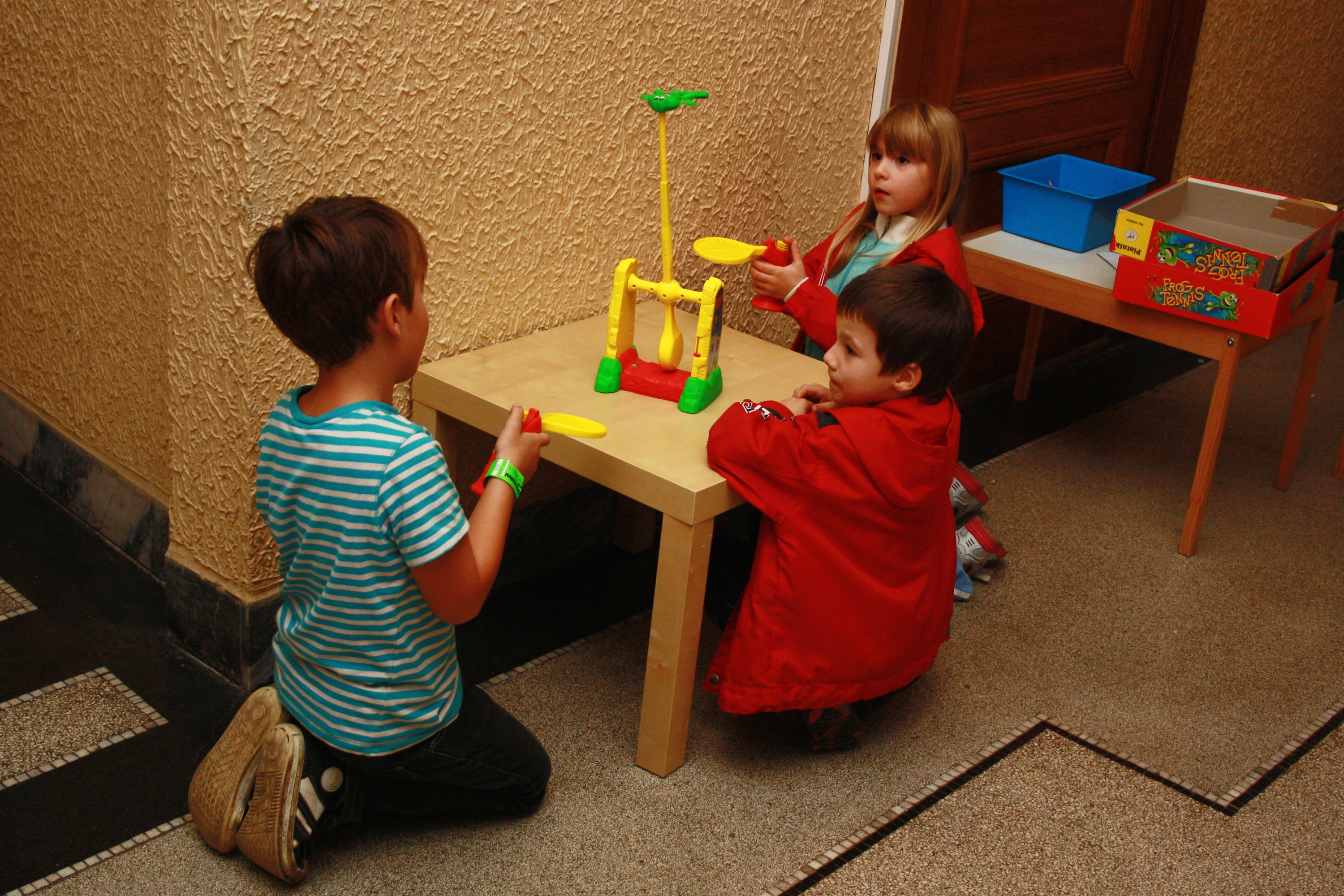
Играющие дети

У детей дошкольного возраста игра является основным видом деятельности. Некоторые стихийные игры дошкольников имеют выраженное сходство с играми представителей животного мира, но даже такие простые игры как догонялки, борьба и прятки в большой степени являются окультуренными. В играх дети подражают трудовой деятельности взрослых, принимают на себя различные социальные роли. Сложились представления об игре и празднично-игровой культуре традиционного и современного мира детства Уже на этом этапе происходит дифференциация по половому признаку. Особое положение занимают специально разработанные развивающие, инновационные и терапевтические игры.
В играх проявляются индивидуальные и возрастные особенности детей. В возрасте 2-3 лет начинают осваивать логически-образное представление действительности. Играя, дети начинают придавать предметам контекстуально-обусловленные воображаемые свойства, замещать ими реальные объекты (игры «понарошку»).
В развитии игры выделяются две основные стадии. На первой из них (3-5 лет) характерным является воспроизведение логики реальных действий людей; предметные действия выступают содержанием игры. На второй стадии (5-7 лет) вместо воспроизведения общей логики происходит моделирование реальных отношений между людьми, то есть содержание игры на этой стадии — социальные отношения.

### Педагогическое значение
Игра практически с древних времён выступает как форма обучения, как первичная школа воспроизводства реальных практических ситуаций с целью их освоения. Исторически одной из целей игры являлась выработка необходимых человеческих черт, качеств, навыков и привычек, развития способностей.

 «Я говорю и утверждаю, что человек, желающий стать выдающимся в каком бы то ни было деле, должен с ранних лет упражняться… Например, кто хочет стать хорошим земледельцем или домостроителем, должен ещё в играх либо обрабатывать землю, либо возводить какие-либо детские сооружения».
— Платон (427 − 347 до н. э.)

«Каков ребёнок в игре, таков во многом он будет в работе, когда вырастет. Поэтому воспитание будущего деятеля происходит прежде всего в игре. И вся история отдельного человека как деятеля и работника может быть представлена в развитии игры и в постепенном переходе её в работу…»
— А.С. Макаренко (1888 − 1939)

#### Игра как метод обучения
Естественное и непреодолимое стремление детей к игре с большим успехом используется в педагогической практике. Существуют научно обоснованные игровые методики и технологии, рассчитанные на детей разного возраста. Основным отличием игры как метода обучения является наличие чёткой цели. Конкретное содержание и формы игрового процесса очень разнообразны и определяются рядом факторов.
Значение игры в жизни каждого ребёнка не ограничивается только лишь её развлекательными возможностями. Феномен игры состоит в том, что она является эффективным способом отдыха, способным перерасти в терапию, творчество, обучение, модель жизненных ситуаций и т. д.
Использование игры как одного из методов обучения и передачи опыта используют с древности. В современных образовательных организациях делается упор на интенсификацию и активизацию воспитательно-образовательного процесса, в связи с чем, игра все чаще используется как эффективный метод обучения. Применение игры осуществляется в следующих случаях:
- Как самостоятельная технология, направленная на оказание помощи в освоении определённого понятия, темы или раздела учебной дисциплины.
- В качестве одного из элементов общей технологии.
- В качестве части урока или всего урока. Например, для осуществления введения в тему.
- В качестве технологии внеучебной или внеклассной работы.
- В качестве целостного средства развития личности через игру, игровые технологии и празднично-игровую среду в современном образовании.

Таким образом, игра имеет большое влияние на развитие и становление личности ребёнка. Использование её как одного из методов обучения позволяет не только разнообразить учебный процесс, но и достичь высоких результатов обучения.

#### Развивающие игры
Развивающие игры — это игры на развитие внимания, памяти, мышления и т. п. Игры должны быть оригинальными, интересными и нести в себе задачу, вопрос, проблему, которые необходимо решить ребёнку, только в этом случае они выполняют свою цель. Одной из разновидностей развивающих игр являются настольные игры, которые в интересной красочной форме учат ребёнка самостоятельности, сообразительности, образности мышления.
Например, детское домино с изображением геометрических фигур на фишках, не только научит ребёнка взаимодействовать в коллективе, но и запомнить основные фигуры (круг, квадрат, треугольник, прямоугольник).
В дошкольном возрасте дидактическая игра считается основным средством сенсорного воспитания. На неё почти полностью возлагается задача формирования сенсорики ребёнка: знакомство с формой, величиной, цветом, пространством, звуком. В отличие от учебной сущности занятий в дидактической игре действуют одновременно два начала: учебное — познавательное, и игровое — занимательное. В целом, проблема развивающе-воспитательного потенциала игры и праздника на рубеже XXI века рассмотрена в специальном исследовании, проведенном на рубеже веков Гос. НИИ семьи и воспитания РАО и Минтруда РФ, Международным обществом друзей игры и Московским городским Дворцом творчества детей и юношества, где отмечается особое значение игры как практики развития не только детей, молодежи, но также семейном воспитании, педагогических практиках, профессиональной деятельности специалистов во многих сферах социальной жизнедеятельности человека. Особенно важным признается необходимость специального внимания к игре в условиях компьютеризации и возрастании роли экранных коммуникаций в детско-молодежной среде через создание Центров Игры разных типов и реализации их развивающего, образовательного и социокультурного потенциала и социальной экологии детства.

#### Терапевтические игры

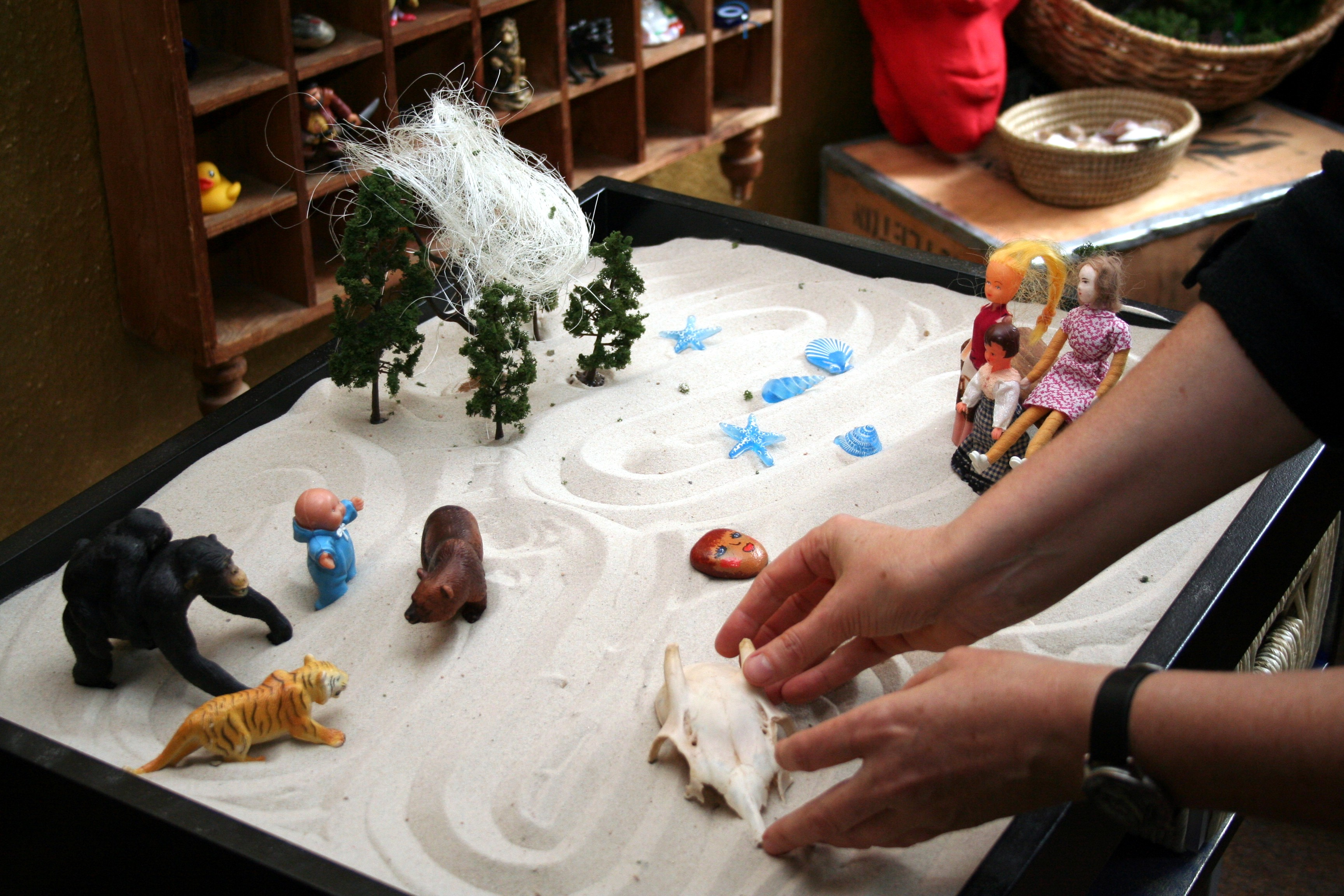
Сеанс песочной психотерапии, одного из видов игровой арт-терапии

Под термином «терапевтическая игра» может пониматься как понятие, введённое Эриком Берном, относящийся к последовательному ряду дополнительных скрытых взаимодействий в приёмной врача, движущихся к определённому предсказуемому исходу, или же игровая психотерапия.
Игровая психотерапия — метод психотерапевтического воздействия на детей и взрослых с использованием игры.
Следует также различать «игровую терапию» (более общий термин) и игровую психотерапию. В первом случае психотерапевтический аспект не предполагается. Это может быть и обучение определённым навыкам, например: использование в занятиях по лечебной физкультуре, обучение детей, больных диабетом, в оказании себе помощи и так далее.
Таким образом, можно сказать, что западный термин «игровая терапия» (play therapy) и часто употребляющийся у нас термин «игровая психотерапия» недостаточно точны.
Кроме того, существует несколько основных направлений игровой психотерапии, но очень часто происходит отождествление исключительно недирективной игровой психотерапии с игровой психотерапией вообще. При этом в качестве пациентов видятся только дети.

### Концепции игры в педагогике и психологии
Большую популярность получила теория Гросса («теория инстинктивности»), исходящая из развивающей роли игры. Согласно данной теории игра представляет собой подготовку к дальнейшей деятельности. Играя, ребёнок осваивает новые роли, развивает навыки и расширяет жизненный опыт. У взрослых игра не исчезает, а превращается в рекреационную деятельность, имеющую ценность как дополнение к жизни.
Теория функционального удовольствия Карла Бюлера рассматривает удовольствие, получаемое непосредственно от игрового процесса в качестве главной мотивации.
Согласно концепции игры, разработанной Спенсером Гербертом («теория компенсаторности») под влиянием идей Фридриха Шиллера, игра является средством избавления от нереализованной энергии.
Согласно фрейдистской, в частности, адлеровской теории, в игре проявляется неполноценность бегущего от жизни субъекта, не сумевшего совладать с ней, с жизнью. Из проявления творческой активности, игра превращается в свалку для того, что из жизни вытеснено; из продукта и фактора развития она становится выражением недостаточности и неполноценности, из подготовки к жизни она превращается в бегство от неё.
Согласно теории Холла («теория рекапитуляции») игра является механизмом, с помощью которого ребёнок переходит с воспроизведения одной из стадий развития человечества на другую.
В русскоязычной литературе попытки дать свою теорию игры сделали Д. Н. Узнадзе и Л. С. Выготский.
Лев Выготский подчёркивает, что ребёнок, играя, создаёт себе мнимую ситуацию вместо реальной и действует в ней, освобождаясь от ситуационной привязанности и выполняя определённую роль, сообразно тем переносным значениям, которые он при этом придаёт окружающим предметам. При этом он не считает первопричиной игр удовольствие, не считает игру преобладающим типом деятельности ребёнка, но считает её элементом развития («отношение игры к развитию следует сравнить с отношением обучения к развитию» — согласно теории о зоне ближайшего развития).
Согласно теории Дмитрия Узнадзе, особо интересовавшимся мотивацией игры, игра удовлетворяет функциональную потребность использовать развивающиеся функции, ещё не подключенные к реальной деятельности; это же определяет и содержание игры.

## Виды игр
- Настольные
- Азартные
- Подвижные
- Спортивные
- Ролевые
- Детские
- Компьютерные
- Психологические[источник не указан 3045 дней]
- Трансформационные[источник не указан 3045 дней]
- Челлендж

## Признаки игры
Основные компоненты игры — воображаемая ситуация, роль и реализующие её игровые действия, а также роли, взятые на себя играющими; игровые действия как средство реализации этих ролей; игровое употребление предметов, то есть замещение реальных предметов игровыми, условными; реальные отношения между играющими.
Согласно Шмакову С. А., выделяются: отсутствие материальных результатов (наслаждение вместо утилитарности), содержание (то, что игра отображает) и сюжет игры, воображаемая ситуация (замысел и вымысел игры), правила игры (соотношение всех её компонентов), игровые действия, внешняя задача игры, средства игры, риск и выигрыш.
Созданная в 1980 году специальная лаборатория игровой деятельности НИИ общих проблем воспитания подготовила специальную картотеку — «Картотека коллективных познавательных и ролевых игр школьников», систематизирующую и описывающую (игрография игры) воспитательные возможности и признаки игры и разных формах их проведения

## Типология игр
Игры могут принимать различные формы, начиная от спортивных соревнований и заканчивая настольными и компьютерными играми.
Основная систематизация игр проходит обычно по их содержательному признаку (познавательные, музыкальные, деловые, спортивные, военные и т. д.). Некоторые современные классификаторы и типологии игр включают более 100 видов игр и игровых форм.

## Азартные игры

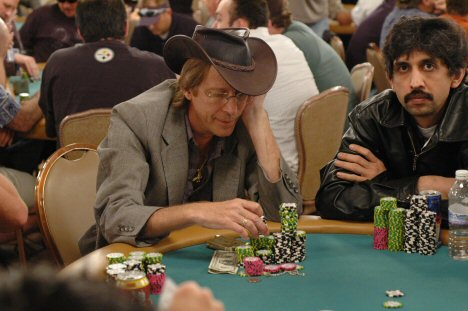
Игра в покер, в одном из казино Лас-Вегаса

Азартная игра — игра, в которой выигрыш полностью или в значительной степени зависит не от навыка играющих, а от случая.
Термин в настоящее время имеет следующее экономическое определение: заключение пари на деньги или какую-либо материальную ценность на событие с сомнительным исходом с главным намерением получения прибыли или материальных ценностей. Азартная игра зависит в большей степени от случайности, чем от искусства играющих, причём размер ставок назначается произвольно и может быть изменяем играющими, а главный интерес направлен не на процесс игры, а на её исход.
Иногда вызывают игровую зависимость — патологическую склонность к азартным играм; заключается в частых повторных эпизодах участия в азартных играх, которые доминируют в жизни человека и ведут к снижению социальных, профессиональных, материальных и семейных ценностей: такой человек не уделяет должного внимания своим обязанностям в этих сферах. В системе кодирования болезней МКБ-10 имеет код F63.0.

## Страх игр
Игрофобия — страх игр. Обычно противопоставляется игромании. По сравнению с игроманией данный страх появляется чрезвычайно редко.

### Психология
- Даниил Эльконин. Психология игры (1978)
- Бруннер Дж. Хрестоматия по игре. М., 1976
- Игра со всех сторон (Книга о том, как играют дети и прочие люди). Современные исследования, междисциплинарный подход, практические рекомендации, взгляд в будущее. М.: Фонд научных исследований «Прагматика культуры», 2003. 432 стр. ISBN 5-98392-001-4
- Празднично-игровая культура семьи и детства. М.: ОДИ-Int., 2008. 232 c. ISBN 9755-88885-063-2

### Зоопсихология
- Фабри К. Э. Игра у животных. — Москва, 1985.
- Фабри К. Э. Игры животных и игры детей (сравнительно-психологические аспекты) // Вопросы психологии. — 1982. — № 3. — С. 26—34.

### Философия
- Йохан Хейзинга. Homo Ludens (Человек Играющий) (1939)
- Хуго Ранер[англ.]. «Играющий человек» (1949)
- Роже Кайуа. Игры и люди (1958)
- Ойген Финк. Игра как символ мира (1960)
- Эрик Бёрн. Игры, в которые играют люди. Люди, которые играют в игры (1964)
- Костас Акселос[англ.]. Мир как игра (Axelos K. Le jeu du monde. Paris: Editions de Minuit, 1969)
- Брайан Саттон-Смит[англ.]. Исследование игры (1971)
- Дональд Винникотт. Игра и реальность (1971)
- Берлянд И. Е. Игра как феномен сознания. Кемерово, 1992.
- Ретюнских Л. Т. Философия игры. М., 2002. — 256 с.
- Григорьев С. В., Фролов А. С. Игра и праздник. Тезаурус по празднично-игровой культуре. М., 2006.

### Музыка
- Петров В. О. Игра как модель музыкально-визуальных произведений инструментального театра // Диалог искусств и арт-парадигм. Статьи. Очерки. Материалы. Том III / Редактор-составитель А. И. Демченко. — Саратов: Саратовская государственная консерватория имени Л. В. Собинова, 2018.
- Петров В. О. Игровые сценические ситуации в инструментальном театре // Архитектоника современного искусства. Жанрово-видовые трансформации: Сб. ста-тей / Составитель Е. Э. Дробышева; научный редактор Л. А. Меньшиков. — СПб.: Изд-во Академии Русского балета имени А. Я. Вагановой, 2018. С. 187—196.